# Janet Sobel
Janet Sobel (1893–1968) fue una artista ucraniana-estadounidense vinculada al expresionismo abstracto cuya carrera comenzó a los 45 años. Incluso con una carrera artística tan breve como la suya, Sobel fue la primera artista en utilizar la técnica de pintura por goteo que influyó directamente en Jackson Pollock.

## Infancia
Janet Sobel nació como Jennie Olechovsky en 1893 en Ucrania. Su padre, Baruch Olechovsky, fue asesinado en un pogromo ruso. Sobel junto con su madre, Fannie Kinchuk, y sus hermanos se mudaron a la isla Ellis en la ciudad de Nueva York en 1908. A los 17 años, se casó con Max Sobel y era madre de cinco hijos cuando comenzó a pintar en 1937. Sobel se convirtió en una conocida ama de casa artista suburbana que inspiró las conversaciones feministas sobre los roles domésticos de las mujeres. Soble produjo abstracciones no objetivas y obras de arte figurativas. Su hijo, reconociendo el talento de Sobel, le ayudó en su desarrollo artístico y compartió el trabajo de Sobel con los surrealistas emigrados, Max Ernst, André Breton, así como con John Dewey y Sidney Janis. 

## Carrera

### Entendiendo la carrera de Sobel
Profesionalmente, Sobel era, principalmente, una ama de casa. Clement Greenberg, una autoridad en arte en la época de Sobel, escribió sobre la pintura de vanguardia y posicionó a "Sobel como precursora del Impresionismo Abstracto", pero se aseguró de enfatizar el trabajo de Sobel como inferior al de Pollock, reduciéndola a "primitiva" y la de una "ama de casa". En general, la obra de Sobel fue enmarcada por Greenberg sólo en relación con el Expresionismo Abstracto o con Pollock, y no se refirió a ella durante los tres años en que sus obras circularon en las galerías de Nueva York hasta el momento que despegó la carrera de Pollock. El resultado fue un no reconocimiento durante su carrera. Pero, Peggy Guggenheim sí incluyó el trabajo de Sobel en su galería The Art of This Century en 1945. 
Como se describe, parte de su trabajo está relacionado con las llamadas "pinturas de goteo" de Jackson Pollock, quien "admitió que estas imágenes le habían impresionado". El crítico Clement Greenberg, con Jackson Pollock, vio el trabajo de Sobel allí en 1946, y en su ensayo "Pintura de tipo americano" destacó esas obras como las primeras pinturas "all over" (cobertura total de la superficie) que había visto, pero ese estilo se atribuyó a la propia naturaleza femenina  más que a la creatividad artística; su arte evolucionó de figuras reconocibles a un estilo más abstracto de goteo de pintura.
 Volviendo a Pollock: se podría ver cómo, en su aceptación tácita de la posición de la mujer -la descentrada y la sin voz, la que fluye incontrolablemente, la que figura el vacío y el inconsciente- permaneció en cierto nivel, un hombre usando su autoridad masculina para apropiarse de un espacio femenino. De hecho, una mujer había intentado articular ese espacio antes que Pollock, de forma similar, no Krasner sino Janet Sobel, que hizo composiciones vertidas y completas que impactaron de forma inequívoca en Pollock. Greenberg recuerda que Pollock (y yo misma) admirábamos los cuadros [de Sobel] de forma bastante furtiva" en la galería Art of This Century en 1944; "El efecto - y fue el primero realmente 'integral' que había visto... - fue extrañamente agradable. Más tarde, Pollock admitió que estos cuadros le habían impresionado. Sin embargo, cuando se menciona a Sobel en los relatos del desarrollo de Pollock, se la describe generalmente y se la desacredita como "ama de casa" o aficionada, una estratagema que preserva el estatus de Pollock como único progenitor, tanto de la madre como del padre de su arte, una figura desbordante no sólo de semen sino de líquido amniótico. 
"Sobel fue en parte artista folk, surrealista y expresionista abstracta, pero a los críticos les resultó más fácil llamarla 'primitiva'". Como resume Zalman, su título de "primitiva" era "una categoría que le permitió ser aceptada por el mundo del arte pero restringió su desarrollo artístico". Parte de su clasificación como pintora "primitiva" fue realizada en el marco de un movimiento más amplio para intentar formar una modalidad de arte americana única, distinta del arte europeo, mientras se intentaba mantener una jerarquía de "nosotros y ellos". Sobel fue considerada como inferior debido a su condición de ama de casa, mientras que otros pintores podrían haber sido descartados por ser mentalmente inferiores de alguna manera. En cierto modo, Sobel también sirve como representante de este conflicto.  

### Inspiraciones e influencias en su trabajo
Su creencia en la ética de la autorrealización en  democracia la llevó a su encuentro con el filósofo John Dewey. Dewey defendió a Sobel escribiendo sobre ella en una publicación de catálogo en la Galería Puma de Nueva York en 1944. En este catálogo dice: 
 Su trabajo es extraordinariamente libre de inventiva, de autoconciencia y simulación. Uno puede creer que en un grado inusual sus formas y colores brotan de un subconsciente que está ricamente almacenado con impresiones sensibles recibidas directamente del contacto con la naturaleza, impresiones que han sido reorganizadas en figuras en las que el color y la forma se casan felizmente. 
 Sobel usó la música para inspirarse y estimular sus sentimientos hacia su lienzo. Las obras de Sobel ejemplifican la tendencia a llenar cada espacio vacío, a menudo conocido como horror vacui. A menudo representaba sus sentimientos a través de experiencias pasadas. Su representación de soldados con cañones y ejércitos imperiales, así como familias judías tradicionales, refleja las experiencias de su infancia. Sus figuras a menudo demostraban la época del Holocausto, donde revivió el trauma de su juventud. A través de sus traumas y su problemática juventud, Sobel encontró un reino seguro para su imaginación y angustia a través del arte.

## Obras notables
Las obras iniciales de Sobel muestran un don para una figuración primitivista que recuerda al Chagall temprano y sirve para anunciar el Dubuffet temprano. Los abundantes motivos florales recuerdan el arte campesino ucraniano.[cita requerida]
Además, la necesidad de explotar los medios de todo tipo es muy evidente (incluida la arena). Si sus pinturas de goteo no fueran lo suficientemente vívidas, optaría por contornearlas con tinta para compensar.[cita requerida]
Ayudar a inventar el Expresionismo Abstracto no concluyó su trabajo imaginario. Su principal objetivo era la intensidad visual, que logró con impresionante regularidad.[cita requerida]
La Vía Láctea, creada en 1945, se exhibe actualmente en el Museo de Arte Moderno.